# Anacondas : À la poursuite de l'orchidée de sang
Pour les articles homonymes, voir Anaconda (homonymie).
Série Anaconda
Anaconda, le prédateur
(1997) Anaconda 3 : L'Héritier
(2008)
Pour plus de détails, voir Fiche technique et Distribution.
Anacondas : À la poursuite de l'orchidée de sang (Anacondas: The Hunt for the Blood Orchid) est un film d'horreur américano-australien réalisé par Dwight H. Little et sorti en 2004. Second volet de la franchise Anaconda, il fait suite à Anaconda, le prédateur (1997) même si les films ne sont pas liés. Il sera ensuite suivis de téléfilms.

## Synopsis
Un groupe pharmaceutique apprend l'existence d'une orchidée très rare dont les propriétés rajeunissantes rappellent la fontaine de jouvence : il veut en tirer un médicament biologique de grande valeur. Une équipe de six hommes et deux femmes est envoyée à Bornéo pour trouver les précieuses fleurs. Ils doivent impérativement y arriver pendant les deux semaines de la floraison. Le seul transport possible est un vieux rafiot fluvial au fonctionnement capricieux mais dont le capitaine, Bill Johnson, sait faire face aux situations les plus périlleuses. Sur place, ils rencontrent des anacondas de plus en plus énormes car la fleur leur a donné une longévité, donc un temps de croissance, pratiquement illimité. Plusieurs membres du groupe sont avalés par les serpents et Johnson voudrait qu'ils évacuent le secteur mais un des chercheurs, obsédé par la perspective d'une fortune, l'en empêche. L'équipe, bloquée dans une caverne, suit la parade d'accouplement des serpents jusqu'à la catastrophe finale.

## Fiche technique
- Titre original : Anacondas: The Hunt for the Blood Orchid
- Titre français : Anacondas : À la poursuite de l'orchidée de sang ; Anacondas 2 ; Anaconda 2[2]
- Réalisation : Dwight H. Little
- Scénario : John Claflin, Daniel Zelman (en), Michael Miner et Edward Neumeier
- Photographie : Stephen F. Windon (en)
- Montage : Marcus D'Arcy (en) et Mark Warner
- Musique : Nerida Tyson-Chew
- Production : Verna Harrah (en) et Jacobus Rose (en)
- Pays de production :  États-Unis,  Australie
- Format : couleurs - 2,35:1 - 35 mm - DTS / Dolby Digital / SDDS
- Genre : horreur, aventures
- Durée : 97 minutes
- Budget : 20 millions de dollars
- Dates de sortie :
  - États-Unis : 25 août 2004 (première en Californie), 27 août 2004 (sortie nationale)
  - France : 10 novembre 2004
  - Belgique : 1er décembre 2004
- Certification : Avertissement des scènes peuvent choquer[Où ?]

## Distribution
- Johnny Messner (VF : Damien Ferrette ; VQ : Jean-Luc Montminy) : Bill Johnson
- KaDee Strickland (VF : Sophie Riffont ; VQ : Viviane Pacal) : Sam Rogers
- Matthew Marsden (VQ : Marc-André Bélanger) : Dr Jack Byron
- Nicholas Gonzalez (VF ; Damien Ferrette, VQ : Antoine Durand) : Dr Ben Douglas
- Eugene Byrd : Cole Burris
- Karl Yune (VF : Luc Boulad ; VQ : Martin Desgagné) : Tran
- Salli Richardson-Whitfield (VF : Géraldine Asselin ; VQ : Catherine Proulx-Lemay) : Gail Stern
- Morris Chestnut (VF : Lucien Jean-Baptiste ; VQ : Benoît Rousseau) : Gordon Mitchell
- Andy Anderson (VQ : Jacques Lavallée) : John Livingston
- Nicholas Hope : Christian Van Dyke
- Peter Curtin (en) (VQ : Denis Gravereaux) : Avocat
- Denis Arndt (VQ : Jean-Marie Moncelet) : CEO

## Accueil

### Accueil critique
Le film a été nommé aux Razzie Awards 2005 comme pire remake ou suite.

### Box-office
- États-Unis :32 238 923 $US [3].
- Monde: 70 992 898 $US[3]

### Distinction
Sauf indication contraire, les informations mentionnées dans cette section peuvent être confirmées par la base de données cinématographiques IMDb,  présente dans la section « Liens externes ».
- Screen Music Awards 2005 : nomination comme meilleur album de bande originale pour Nerida Tyson-Chew

## Autour du film
- Les anacondas vivent en Amérique du Sud et principalement dans la forêt amazonienne. Or, l'intrigue du film se situe à Bornéo, où il n'y a pas d'anacondas. La plupart des scènes du film ont été tournées aux îles Fidji.
- Avant de s'appeler Anacondas : À la poursuite de l'orchidée de sang, le titre du film a été sujet à de nombreuses hésitations. Ainsi, il est passé d'Anacondas 2, à The Hunt for the Black Orchid en passant par Venom (Venin).

## La sagaAnaconda(s)
- Anaconda, la série de films
- Anaconda, le prédateur (1997) de Luis Llosa
- Anacondas : À la poursuite de l'orchidée de sang ou Anaconda 2 (2004) de Dwight H. Little
- Anaconda 3 : L'Héritier (2008) de Don E. FauntLeroy
- Anacondas 4 : La piste du sang (2009) de Don E. FauntLeroy
- Anaconda (2025) de Tom Gormican